# Maurizio Ferro
Maurizio Ferro (Venezia, 6 aprile 1959) è un ex cestista e allenatore di pallacanestro italiano.

## Carriera
Cresce nel vivaio della Fortitudo Bologna, squadra in cui fa il proprio debutto in Serie A1. Con i biancoblu colleziona 128 presenze complessive fino all'estate del 1981, quando passa sull'altra sponda del Reno ed approda alla Virtus.
Dopo l'anno con le Vu nere Ferro giunge alla Sebastiani Rieti ma la squadra (indebolita rispetto all'anno precedente dalle partenze di Brunamonti e Sojourner) a fine stagione retrocede in A2, categoria in cui i reatini si salvarono l'anno seguente con lo stesso giocatore presente in organico.
Nel 1984 torna nella massima serie firmando per il Basket Rimini, dove rimase per due stagioni prima di passare alla Libertas Forlì. Nel 1987-88 torna a Rimini, ma il club biancorosso arriva a giocarsi la salvezza all'ultima giornata contro una diretta concorrente, ovvero Rieti: l'incontro viene deciso sulla sirena proprio da un canestro di Ferro, che fissa il punteggio sul 84-83 per i romagnoli condannando di fatto la sua ex squadra alla retrocessione. Poi il trasferimento a Pesaro, un ritorno a Rimini e il passaggio in Serie B1 con le maglie di Campobasso e Avellino. Dopo queste esperienze chiuse l'attività agonistica nelle serie minori emiliano-romagnole.
In campo europeo, nella sua carriera Ferro è andato a referto nella finale di Coppa Korać. Ha inoltre disputato la Coppa delle Coppe con la Virtus nell'edizione 1981-82, la Coppa Korać con Rieti nell'edizione 1982-83 e la Coppa dei Campioni con la Scavolini Pesaro nell'edizione 1988-89.

### La carriera da allenatore
Dopo il ritiro da giocatore professionista, Ferro è rimasto nel mondo della pallacanestro come allenatore del settore giovanile, cominciando in una piccola polisportiva di Rimini (Stella Rimini) dove lanciò alcuni giocatori come Mauro Morri e Marco Scorrano. Successivamente passò alla Fortitudo Bologna, dapprima come consigliere dell'amico Giorgio Seragnoli e successivamente come allenatore e responsabile del settore giovanile. Alla finali nazionali di Martina Franca, nel 2006, guidò la Fortitudo Under 16 alla conquista del titolo nazionale.
Nella stagione 2008-09 svolse la mansione di team manager per il Basket Rimini Crabs.

## Curiosità
- Maurizio Ferro è fratello del celebre musicista Tullio Ferro.
- Nel 1970 Maurizio Ferro fu tra i quattro fondatori della Fossa dei Leoni, lo storico gruppo ultras della Fortitudo Bologna.